# مجلس فيلي

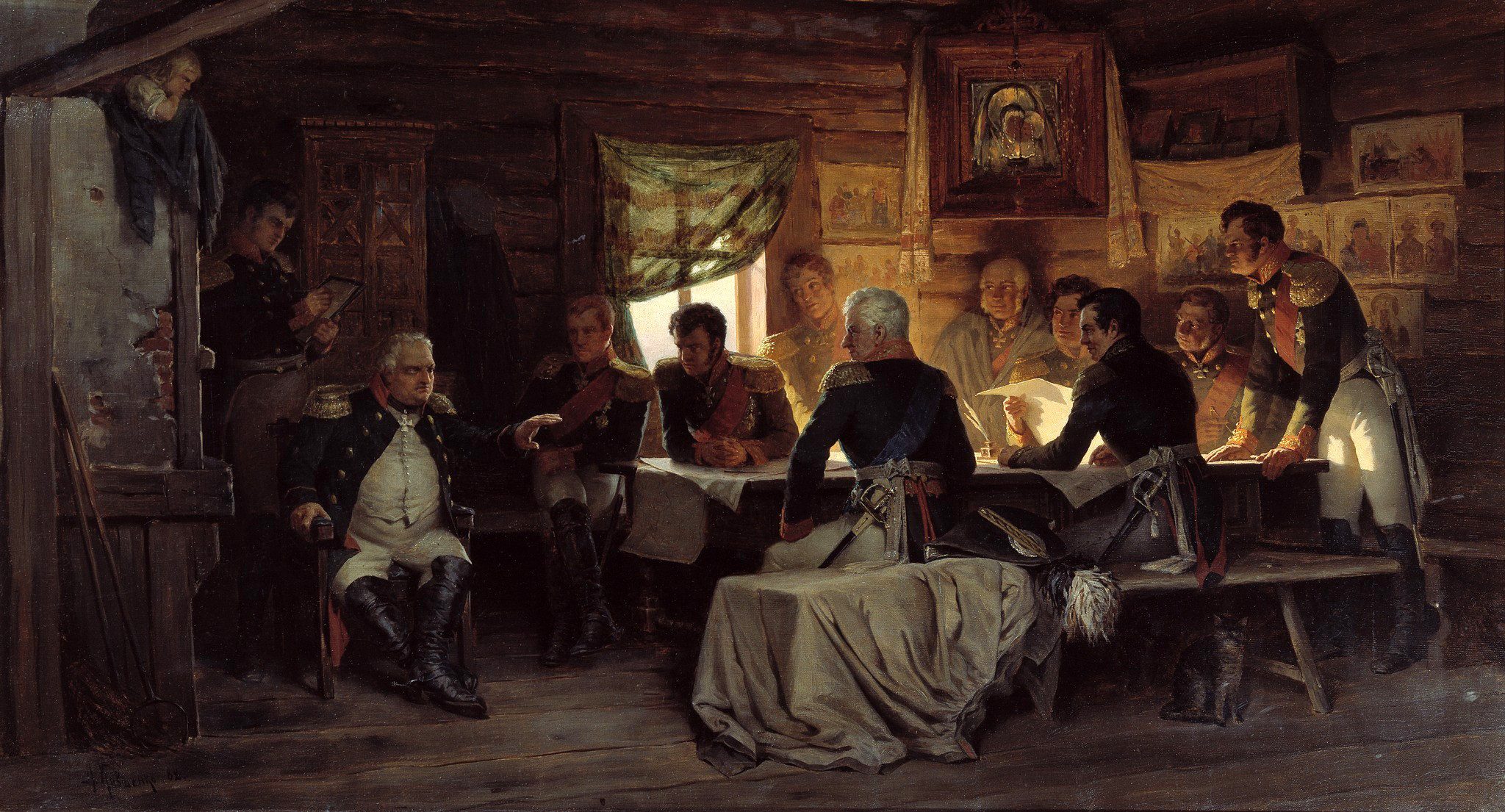
لوحة للرسام أليكسي كيفشينكو بعنوان "المجلس العسكري في فيلي" (1880)

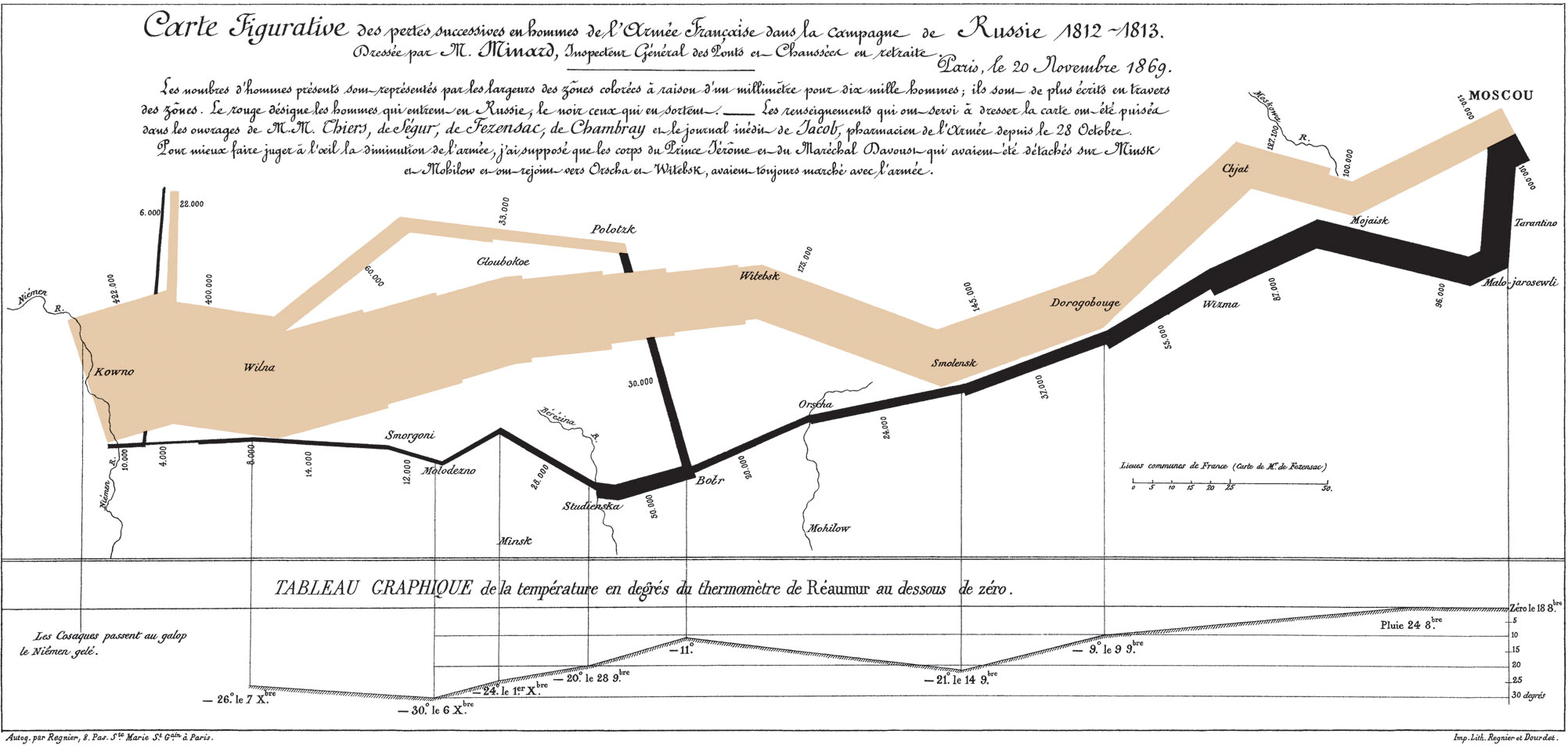
انظر موسكو على الخريطة، انظر أيضًا حرب الاستنزاف ضد نابليون

كان مجلس فيلي مجلسًا عسكريًا، انعقد في 13 سبتمبر 1812 بعد معركة بورودينو أثناء الغزو الفرنسي لروسيا من قبل القائد العام ميخائيل كوتوزوف في قرية فيلي، غرب موسكو. وقد طرح السؤال عما إذا كان من الأفضل، بعد الانسحاب المنظم من معركة بورودينو التي فاز بها نابليون على الرغم من الخسائر الكبيرة التي تكبدها جيشه الكبير، خوض معركة أخرى بالقرب من موسكو أو التخلي عن المدينة دون قتال. 

## عشية المجلس
وفي عشية المجلس، تمركزت تشكيلات الجيش الروسي غرب موسكو لمحاربة قوات نابليون. وقد تم اختيار هذا الموقع من قبل الجنرال ليونتي بينيجسن. قام باركلي دي تولي بفحص ساحة المعركة على ظهر الخيل وتوصل إلى استنتاج مفاده أن هذا الموضع كان قاتلاً لتشكيلات الجيش الروسي. وتوصل أليكسي إرمولوف وكارل تول إلى نفس الاستنتاجات، بعد أن عبرا عبر مواقع القوات الروسية.

## مناقشات المجلس
وحضر المجلس الجنرالات ميخائيل باركلي دي تولي، وليونتي بينيجسن، الذي تأخر في الطريق، وديمتري دوختوروف وأليكسي إرمولوف وبيتر كونوفنيتسين وألكسندر أوستيرمان تولستوي ونيكولاي رايفسكي، الذي تأخر كثيرًا،  كارل تول، وفيدور أوفاروف، والجنرال بايسي كايزاروف الذي كان في الخدمة في ذلك اليوم.  لم يكن هناك بروتوكول. المصادر الرئيسية للمعلومات حول المجلس هي مذكرات رايفسكي وإرمولوف، بالإضافة إلى رسالة من نيكولاي لونجينوف إلى سيميون فورونتسوف في لندن.
وقد صاغ بينيجسن، الذي افتتح الاجتماع، المعضلة إما خوض المعركة في وضع غير موات أو تسليم العاصمة القديمة للعدو. وصححه كوتوزوف بأن الأمر لا يتعلق بإنقاذ موسكو، بل بإنقاذ الجيش، حيث لا يمكن الاعتماد على النصر إلا إذا تم الحفاظ على الجيش الجاهز للقتال. واقترح باركلي دي تولي الانسحاب إلى منطقة فلاديمير ثم إلى نيجني نوفغورود، حتى يتسنى له في حال توجه نابليون إلى بطرسبورغ، أن يجد الوقت لقطع طريقه.
في خطابه، أعلن بينيجسن أن الانسحاب يجعل سفك الدماء في بورودينو بلا معنى. إن تسليم مقدسات المدينة الروسية من شأنه أن يقوض الروح القتالية للجنود. ستكون الخسائر المادية البحتة الناجمة عن خراب العقارات النبيلة كبيرة. وعلى الرغم من حلول الظلام، اقترح إعادة تجميع صفوفه ومهاجمة الجيش الكبير دون تأخير. وقد أيد اقتراح بينيجسن يرمولوف وكونوفنيتسين وأوفاروف ودوختوروف.
كان باركلي دي تولي أول من تحدث في المناقشة، حيث انتقد الموقف بالقرب من موسكو واقترح الانسحاب: "بعد إنقاذ موسكو، لن تنجو روسيا من حرب قاسية مدمرة. ولكن إذا أنقذنا الجيش، فإن آمال الوطن لم تُدمر بعد، والحرب... يمكن أن تستمر بسهولة: سيكون لدى القوات المجهزة الوقت للانضمام إلى أماكن مختلفة خارج موسكو". 
وتحدث أوسترمان-تولستوي ورايفسكي وتول عن حقيقة مفادها أن روسيا ليست في موسكو. وأشار الأخير إلى أن الجيش المنهك من معركة بورودينو لم يكن مستعدًا لمعركة جديدة واسعة النطاق بنفس القدر، خاصة وأن العديد من القادة أصيبوا بالإعاقة بسبب الجروح. وفي الوقت نفسه، فإن انسحاب الجيش من شوارع موسكو من شأنه أن يترك انطباعا مؤلما لدى سكان المدينة. واعترض كوتوزوف على ذلك قائلاً إن "الجيش الفرنسي سوف يذوب في موسكو مثل الإسفنجة في الماء"، واقترح التراجع إلى طريق ريازان.

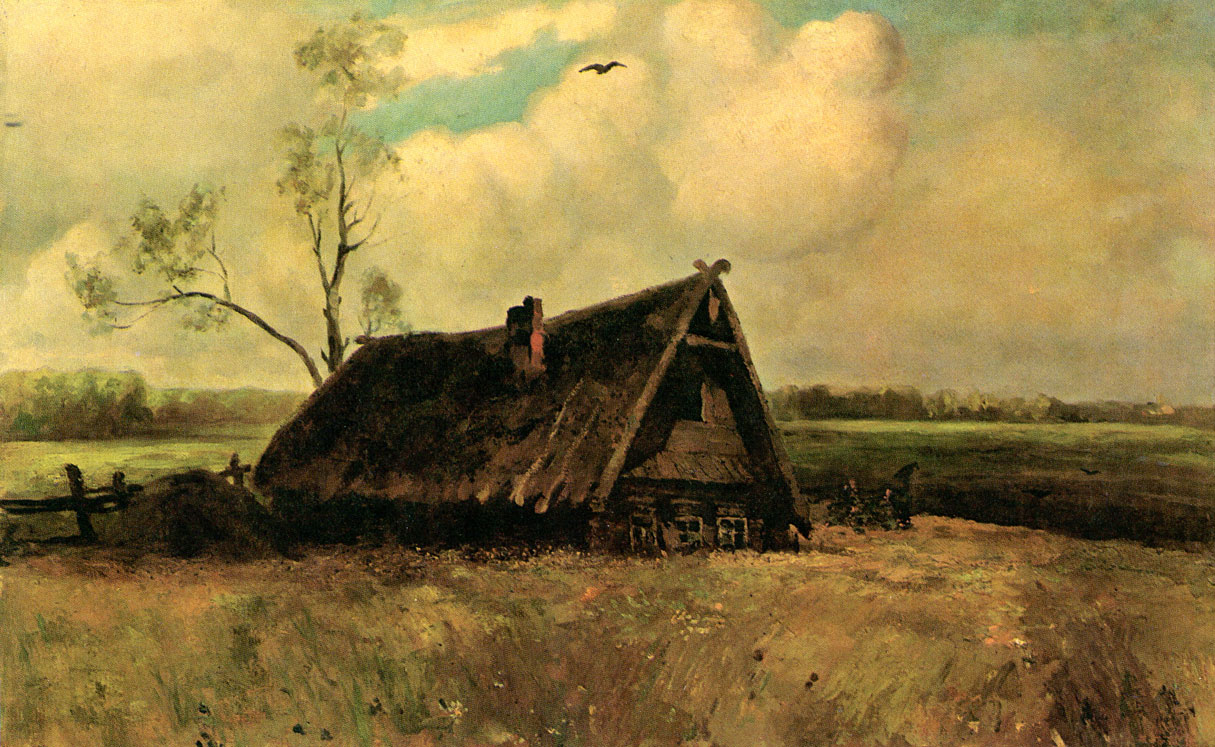
لوحة "بيت المجلس في فيلي" لسافراسوف

قرر كوتوزوف، استنادا إلى رأي الأقلية الحاضرة، عدم الدخول في المعركة من موقع غير موات، واختار التخلي عن موسكو. كما كرر وجهة نظر باركلي دي تولي القائلة بأن "روسيا لم تخسر بعد رغم خسارة موسكو"، وذلك للحفاظ على الجيش من أجل مواصلة الحرب والاقتراب من الاحتياطيات المتاحة. كان هذا القرار يتطلب شجاعة كبيرة نظراً للمسؤولية الهائلة المترتبة على تسليم العاصمة التاريخية للعدو، الأمر الذي كان من الممكن أن يؤدي إلى استقالته من منصبه كقائد أعلى للقوات المسلحة. وكان رد فعل البلاط على هذا القرار غير متوقعا.

## بعد المجلس
وفي نهاية المجلس، استدعى كوتوزوف مدير الإمدادات العامة دميتري لانسكوي وأمره بضمان توفير المواد الغذائية على طريق ريازان. وفي الليل سمع مساعد كوتوزوف بكاءه. أُمر الجيش الذي كان يستعد للمعركة بالتراجع، مما تسبب في حالة من الارتباك والتذمر على نطاق واسع. تم الانسحاب من المدينة ليلاً. فوجئت السلطات في موسكو، بقيادة الكونت فيودور روستوبشين، بقرار الانسحاب.
بعد عبور دام يومين، اتجه الجيش الروسي من طريق ريازان إلى بودولسك إلى طريق كالوغا القديم، ومن هناك إلى طريق كالوغا الجديد. وبينما استمر جزء من القوزاق في التراجع إلى ريازان، ضل الكشافة الفرنسيون طريقهم، ولم يكن لدى نابليون أي فكرة عن مكان تواجد القوات الروسية لمدة 9 أيام. 

## ذاكرة المجلس
وقد وصف ليو تولستوي المجلس في فيلي في روايته الحرب والسلام. استناداً إلى الأساس الأدبي لتولستوي، رسم الفنان أليكسي كيفشينكو لوحتين بنفس المحتوى تصوران الشخصيات الرئيسية في الذكرى السبعين للمجلس، الأولى في عام 1880 (محفوظة في المتحف الروسي)، والثانية في عام 1882 (معرض تريتياكوف). 
في تقليد تولستوي وكيفشينكو، تم تصوير المجلس في ملحمة سيرجي بوندارتشوك "الحرب والسلام" (1967). ولأسباب تتعلق باقتصاد الوقت، من بين جميع أعضاء المجلس في الفيلم، تم إعطاء الكلمة فقط لكوتوزوف وبينيجسن (يتحدث الأخير اللغة الروسية على شاشة الفيلم، والتي لم يتحدثها فعليًا).
كوخ الفلاح ميخائيل فرولوف (غالبًا ما يُطلق عليه خطأً اسم أندريه سيفاستيانوفيتش فرولوف أو، حسب ليو تولستوي، أندريه سيفاستيانوف)، الذي انعقد فيه المجلس، احترق في عام 1868 ولكن تم ترميمه في عام 1887. منذ عام 1962 أصبح فرعًا لمتحف بانوراما بورودينو. المظهر الأولي للكوخ معروف بشكل موثوق بفضل عدد من الدراسات التي أجراها أليكسي سافراسوف في ستينيات القرن التاسع عشر.